# Jacques van Meer
Jacques van Meer (Wouwse Plantage, 18 mei 1958) is een Nederlands voormalig wielrenner, die beroeps was tussen 1981 en 1987.

## Wielerloopbaan
Als voormalig Nederlands amateurkampioen reed Van Meer lang bij diverse kleinere ploegen. Pas in zijn vijfde jaar als prof tekende hij een contract bij de Skil-ploeg, waardoor hij in 1985 zijn Tourdebuut kon maken. Van Meer fungeerde in zijn enige Tour als meesterknecht voor Seán Kelly, die dat jaar als derde eindigde in het klassement en de groene trui won. Eerder dat jaar hielp Van Meer zijn ploeggenoot en trainingsmaat Gerrie Knetemann na een lekke band in de Amstel Gold Race 1985 om weer terug bij de kopgroep te komen, waarna de Kneet de race won.
In 1986 fuseerden de ploegen van Skil en Skala en al snel kreeg Van Meer het aan de stok met de ploegleiding. Hij besloot daarop al op 28-jarige leeftijd voor een maatschappelijke carrière te kiezen.

### Olympische Spelen
Voor zijn carrière als prof deed Van Meer namens Nederland mee aan de Olympische Spelen van 1980 (Moskou). Hij naam deel aan de Individuele wegrit. Hij eindigde als 33e, op 15:39 van de winnaar.

## Belangrijkste resultaten
1978
- 2e in Nederlands kampioenschap op de weg voor amateurs
- 1e in 3e etappe deel B Olympia's Tour
- 1e in 4e etappe Olympia's Tour
- 2e in Ronde van Limburg

1979
- 1e in Omloop der Kempen
- 1e in Ronde van Limburg
- 3e in Omloop van de Glazen Stad
- 2e in 3e etappe Olympia's Tour

1980
- 1e in Nederlands kampioenschap op de weg voor amateurs
- 3e in 2e etappe Olympia's Tour
- 1e in 6e etappe Olympia's Tour
- 3e in 4e etappe Parijs-Nice

1983
- 1e in GP Fina-Fayt-le-Franc
- 2e in Parijs-Camembert
- 3e in 1e etappe deel B Ronde van Nederland

1984
- 1e in 4e etappe Ruta del Sol
- 1e in 1e etappe Zes van Rijn en Gouwe

1985
- 3e in Nederlands kampioenschap op de weg voor elite

## Resultaten in voornaamste wedstrijden
| Jaar | Ronde van Italië | Ronde van Frankrijk | Ronde van Spanje |
| ---- | ---------------- | ------------------- | ---------------- |
| 1981 |                  |                     | 28e              |
| 1982 |                  |                     |                  |
| 1983 |                  |                     |                  |
| 1984 |                  |                     |                  |
| 1985 | 82e              | 55e                 |                  |
| 1986 | opgave           |                     |                  |

| Jaar | Milaan-San Remo | Gent-Wevelgem | Ronde van Vlaanderen | Amstel Gold Race | Luik-Bast.‑Luik | Rund um den Henninger-Turm |
| ---- | --------------- | ------------- | -------------------- | ---------------- | --------------- | -------------------------- |
| 1981 |                 | 34e           |                      |                  |                 |                            |
| 1982 |                 |               | 28e                  | 39e              |                 |                            |
| 1983 | 85e             |               |                      |                  | 67e             |                            |
| 1984 |                 | 75e           |                      | 8e               |                 | 10e                        |
| 1985 |                 |               |                      | 17e              |                 |                            |
| 1986 |                 |               |                      |                  | 54e             |                            |